# Dactylorhiza kerneriorum
Dactylorhiza kerneriorum är en orkidéart som först beskrevs av Károly Rezsö Soó von Bere, och fick sitt nu gällande namn av Károly Rezsö Soó von Bere. Dactylorhiza kerneriorum ingår i Handnyckelsläktet som ingår i familjen orkidéer. Inga underarter finns listade i Catalogue of Life.